# Oljkovke
Oljkovke (znanstveno ime Oleaceae), družina rastlin z okoli 600 vrstami v tropih in zmernih predelih, manjkajo v tihomorskih predelih. Prevladujejo vednozelena ali listopadna drevesa ali grmi s cvetovi, ki so večinoma v latastih ali grozdastih socvetjih. 
V Sloveniji rastejo 3 vrste iz rodu jesen, kalina, oljka in zelenika. Mnoge oljkovke so okrasne rastline, tako številne vrste in sorte španskega bezga, forsitie, jasmina in vrst iz rodu Osmanthus. Najvažnejša kulturna rastlina iz te družine je prava oljka.

## Listi
Listi so enostavni ali sestavljeni, večinoma nasprotno, redko spiralasto razvrščeni.

## Cvet
Cvetovi so večinoma v zalistnih ali ovršnih socvetjih, redko posamič. So dvospolni. Cvetno odevalo je večinoma 4 števno. Venčni in čašni listi so često zrasli v daljšo ali krajšo cev, z razprostrtim robom.
Prašnika sta 2 do 4. Plodnica je nadrasla, dvopredalasta, en vrat.

## Plod
Plodovi so pogosto enosemenski; glavice, oreški, jagode ali koščičasti plodovi.